# Ходжовци (община Вапа)
 Тази статия е за селото в Северна Македония.  За селото в България вижте Ходжовци.  
Ходжовци (на македонска литературна норма: Оџовци; на албански: Oxhoci) е село в Северна Македония, в община Вапа (Център Жупа).

## География
Селото е разположено в областта Жупа в северозападните склонове на планината Стогово.
Според преброяването от 2002 година селото има 220 жители.
| Националност | Всичко |
| македонци    | 0      |
| албанци      | 17     |
| турци        | 203    |
| роми         | 0      |
| власи        | 0      |
| сърби        | 0      |
| бошняци      | 0      |
| други        | 0      |